# 正鹿山津見神

神産み神話（イザナギ・イザナミが生んだ神々） SVGで表示（対応ブラウザのみ）

正鹿山津見神（まさかやまつみのかみ）は、記紀神話に登場する神である。神産み神話でカグツチがイザナギによって殺された際に、その屍体から生まれた。日本書紀では正勝山祇（まさかつやまつみ/まさかやまつみ/まさかやまづみ）と表記される。

## 概要
古事記の神産みの段において、伊邪那岐命の妻神である伊邪那美命が火之迦具土神を産んだことで陰部に火傷を負い死んでしまう。これに怒った伊邪那岐命は死因となった火之迦具土神を十拳剣「天之尾羽張」で斬り殺してしまう。そうして殺された火之迦具土神から神々が新たに誕生した。
火之迦具土神の血が十拳剣の先端から岩に落ちて石折神、根折神、石筒之男神が生まれた。また、十拳剣の刀身の根本から血が岩に落ちて甕速日神、樋速日神、建御雷之男神が生まれた。さらに十拳剣の柄の血からは闇淤加美神と闇御津羽神が生まれた。
　本項の正鹿山津見神は、火之迦具土神の遺骸から成った神である。古事記においては屍体の各部位から八神の山津見神（正鹿山津見神・淤縢山津見神・奥山津見神・闇山津見神・志芸山津見神・羽山津見神・原山津見神・戸山津見神）が生まれた。
このような、死んだ神から新たな神が生まれる話は死体化生形型説話の類いである。火神である火之迦具土神の説話自体が当時の焼畑耕作民文化が母体となった火の起源説話とされており、その体が多くの火山になり、その血が火山の活動・噴出物を表象しているとしている。その為、正鹿山津見神含めた八神の命名には火山や山焼きに関連しているという説がある。
また、正鹿（まさか）は「真坂」で山の坂とする説がある。

### 古事記
古事記では、殺された迦具土神の頭が成った神として登場する。原文では正鹿山津見神の「山」の後ろに「上」の声注がある。
所殺迦具土神之於頭所成神名。正鹿山上津見神。次於胸所成神名淤縢山津見神。淤縢二字以音

### 日本書紀
正勝山祇の表記で登場するが、古事記では火之迦具土神の頭から成ったとされるのに対して、日本書紀では頭ではなく腰から成ったと記されている。

一書曰、伊弉諾尊、斬軻遇突智命、爲五段。此各化成五山祇。一則首、化爲大山祇。二則身中、化爲中山祇。三則手、化爲麓山祇。四則腰、化爲正勝山祇。五則足、化爲䨄山祇。是時、斬血激灑、染於石礫・樹草。此草木沙石自含火之緣也。麓、山足曰麓、此云簸耶磨。正勝、此云麻沙柯、一云麻左柯豆。䨄、此云之伎、音鳥含反。

なお、日本書紀で頭から成るのは大山祇（おおやまつみ）であり、古事記においては火之迦具土神からではなく伊邪那岐命と伊邪那美命の間に生まれている。

## 祀る神社
- 坂益神社（兵庫県養父市） - 創祀年代は不詳。由緒も不詳。
- 七王子神社（岐阜県不破郡垂井町） - 南宮大社の境内にある摂社で、寛永19年(1642)に建立。重要文化財。
- 坂祝神社（岐阜県加茂郡坂祝町） - 創立不詳。